# Anoxycalyx (Scolymastra) joubini
Anoxycalyx (Scolymastra) joubini is een kegelvormige sponssoort uit de familie der glassponzen. De spons leeft diep in de Antarctische zee. Het skelet van de spons bestaat uit spicula van kiezel. Een gevonden Anoxycalyx (Scolymastra) joubini is met een leeftijd van 10.000 jaar het oudste levende organisme dat ooit gevonden is.
De spons behoort tot het geslacht Anoxycalyx en behoort tot de familie Rossellidae. De wetenschappelijke naam van de soort werd voor het eerst geldig gepubliceerd in 1916 door Topsent.